# Koketten
Koketten (originaltitel: Coquette er en amerikansk romantisk dramafilm produceret og instrueret af Sam Taylor. Filmens hovedrolle blev spillet af
stumfilmsstjernen Mary Pickford, og var hendes første tonefilm. Hun vandt en Oscar for bedste kvindelige hovedrolle for filmen.
Manuskriptet blev skrevet af John Grey, Allen McNeil og Sam Taylor og var baseret på skuespillet Coquette af George Abbott og Ann Preston Bridgers.

## Medvirkende
- Mary Pickford som Norma Besant
- Johnny Mack Brown som Michael Jeffery
- Matt Moore som Stanley 'Stan' Wentworth
- John St. Polis som Dr. John M. Besant
- William Janney som James 'Jimmy' Besant
- Henry Kolker som Dist. Atty. Jasper Carter
- George Irving som Robert 'Bob' Wentworth
- Louise Beavers som Julia

## Eksterne Henvisninger
- Koketten på Internet Movie Database (engelsk)
- Koketten i Svensk Filmdatabas (svensk)
- Koketten på AlloCiné (fransk)
- Koketten på MovieMeter (nederlandsk)
- Koketten på AllMovie (engelsk)
- Koketten hos American Film Institute (engelsk)
- Kokettens profil hos Encyclopædia Britannica Online (engelsk)
- Koketten på Turner Classic Movies (engelsk)
- Koketten på The Movie Database (engelsk)
- Koketten på Rotten Tomatoes (engelsk)